# Sahajärvi (Espoo)
Sahajärvi est un lac situé dans le quartier de Siikajärvi à Espoo en Finlande,.

## Géographie
Sahajärvi est un lac peu profond de plus d'un demi-kilomètre carré dans le quartier peu peuplé de Siikajärvi au nord-ouest d'Espoo.
Le lac a un rivage de 5,2 km. Sa profondeur moyenne est de 3,0 m et sa profondeur maximale est de 6,5 m. 
Dans la partie nord-est de Sahajärvi se trouve l'île de Torsö d'une superficie d'environ un hectare. 
Au XVIIIe siècle, une scierie et une usine de rabotage étaient situées près du lac.
Le lac voisin le plus proche de Sahajärvi, le lac Nuuksion Pitkäjärvi, est situé à 700-800 mètres à l'est de Sahajärvi. 
Les lacs sont reliés par la rivière Sahajokivqui se jette dans le lac Nuuksion Pitkäjärvi
L'eau des lacs Siikajärvi et Heinäslampi s'écoule dans la partie ouest du Sahajärvi.
La Turunväylä passe à quelques kilomètres au sud du lac Sahajärvi.